# Chaetaster
Chaetaster is een geslacht van zeesterren uit de familie Chaetasteridae.

## Soorten
- Chaetaster borealis Düben, 1845
- Chaetaster longipes (Retzius, 1805)
- Chaetaster moorei Bell, 1894
- Chaetaster nodosus Perrier, 1875
- Chaetaster troscheli Müller & Troschel, 1842
- Chaetaster vestitus Koehler, 1910